# Irie Révoltés
Irie Révoltés byla devítičlenná německá hudební skupina pocházející z Heidelbergu. Název Irie Révoltés by se dal volně přeložit jako „šťastní vzbouřenci“. Slovo irie pochází z jamajské verze kreolštiny zvané patois a znamená pozitivní, šťastný, svobodný. Révoltés je francouzské slovo označující vzbouřence, povstalce. Irie Révoltés zpívali zejména ve francouzštině a němčině, ale také v angličtině a španělštině. Ve svých textech vystupovali proti diskriminaci, sexismu, šovinismu nebo rasismu. V jejich tvorbě se prolínají různé hudební žánry: reggae, dancehall, hip hop, ska nebo i punk. Skupina měla tři zpěváky, dva z nich (Mal Eleve a Carlito) jsou dokonce bratři.
Členové skupiny se vedle hudební tvorby také podíleli na pomoci lidem v nouzi. Účastnili se například projektu Viva con Agua, který se zabývá výstavbou čističek vody v Etiopii. Rovněž se podíleli na pomoci postiženým lidem.

## Historie
Kapela Irie Révoltés byla založena roku 2000 v německém městě Heidelberg. V následujících letech se zformovala devítičlenná sestava, ve které kapela vystupovala až do svého rozpuštění. Irie Révoltés odehráli již více než 400 koncertů v 10 zemích. Hráli na hlavních pódiích mnoha velkých německých, švýcarských i českých festivalů. V letech 2010, 2012, 2016 a 2025 se v Česku objevili na festivalu Mighty Sounds a v roce 2013 zahráli na Colours of Ostrava. Irie Révoltes vystupovali pravidelně na různých demonstracích a benefičních akcích a podporovali různé politické a sociální projekty. I díky těmto aktivitám měli Irie Révoltés největší úspěch při svých živých vystoupeních. V roce 2017 se kapela rozhodla ukončit svoji činnost.

## Hudba
Hudba Irie Révoltés je mixem různých žánrů. Prolínají se v ní prvky reggae, dancehallu, hip hopu, ska nebo punku. Zvlášť na jejich třetím dlouhohrajícím albu Mouvement Mondial 2010 dle názoru odborného tisku kapela ukázala svůj vlastní charakteristický styl..

## Diskografie

### Alba

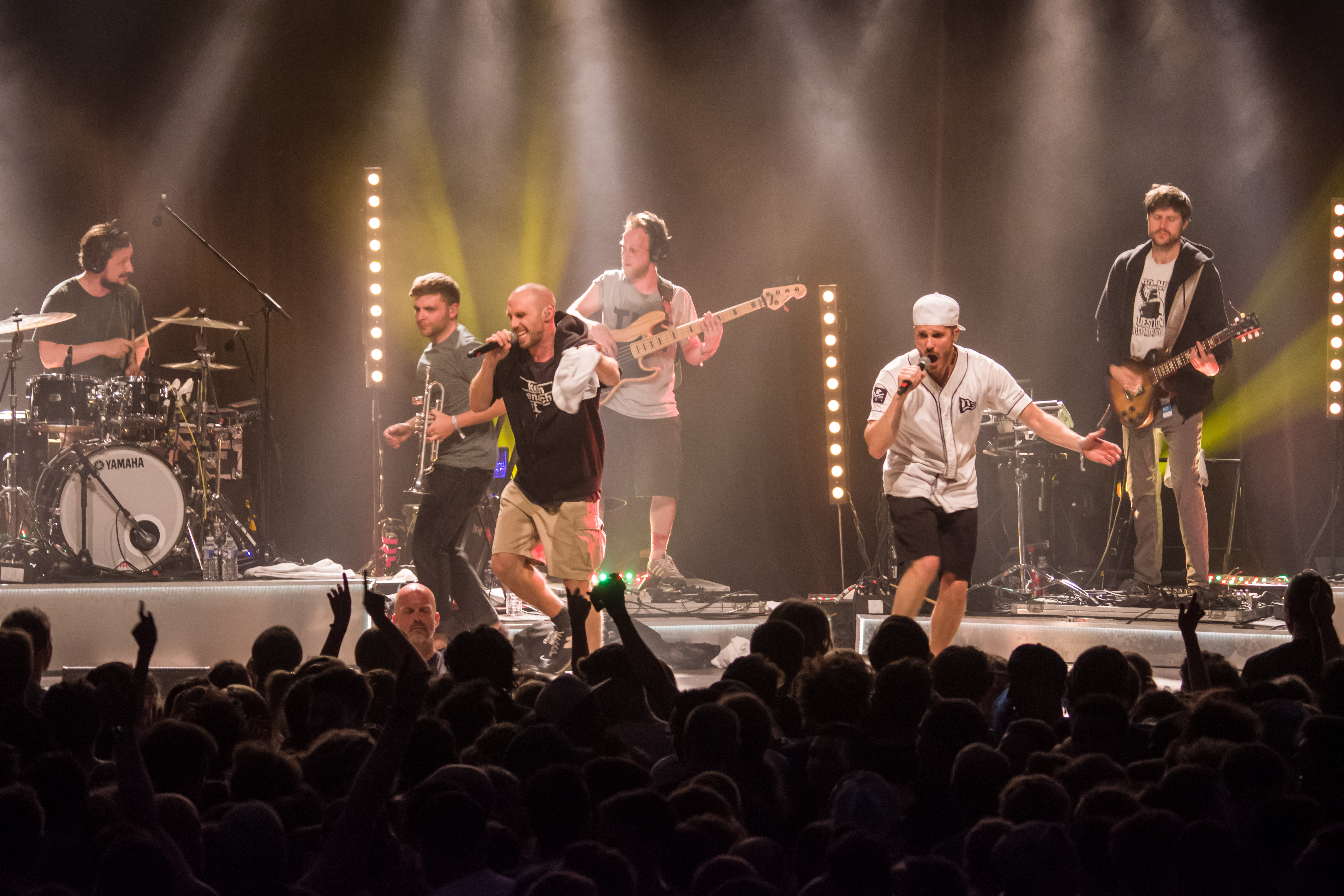
Irie Revoltes. Zelt-Musik-Festival 2017 Freiburg, Německo

- 2003: Les Deux Côtés
- 2006: Voyage
- 2006: Voyage [Vinyl LP]
- 2010: Mouvement Mondial
- 2012: Irie Révoltés Live [DVD&CD]
- 2013: Allez
- 2015: Irie Révoltés

### Singly
- 2003: On assassine en afrique
- 2005: Mouvement
- 2006: Soleil
- 2008: Viel zu tun
- 2009: Zeit ist Geld
- 2010: Merci
- 2010: Il est là
- 2010: Antifaschist
- 2011: Travailler
- 2013: Allez
- 2013: Continuer
- 2014: Résisdanse

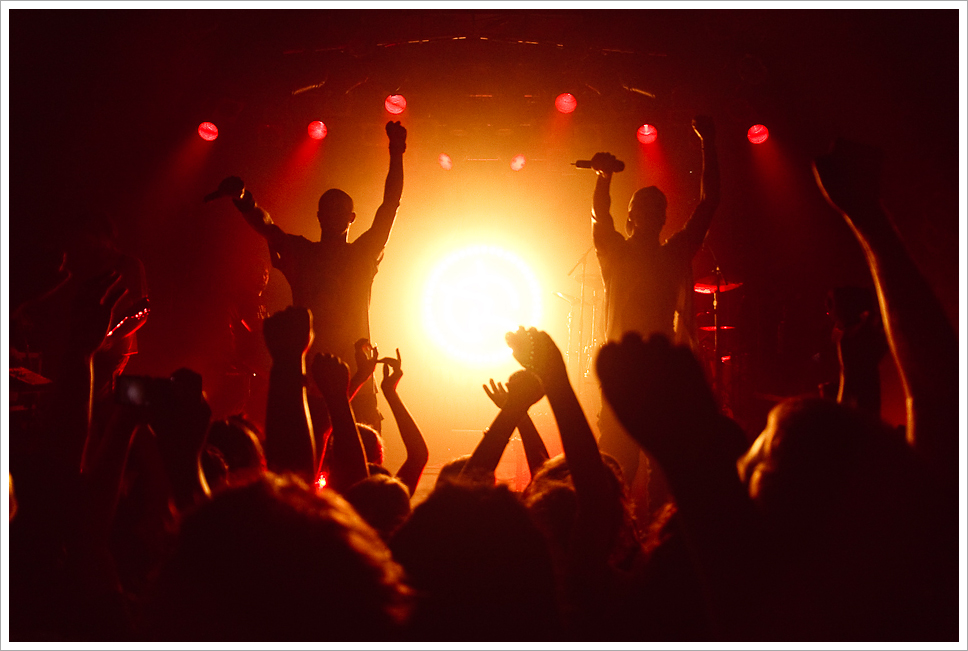
Koncert Irie Révoltés - 28.09.2012 ve městě Marburg (Německo)

- 2015: Jetzt ist Schluss/Ruhe vor dem Sturm